# A.J. Potter
Archibald James Potter (født 22. september 1918 i Belfast - død 5. juli 1980 i Greystones, Irland) var en irsk komponist og lærer.
Potter studerede komposition på Royal College of Music hos Ralph Vaughan Williams i London. Studerede videre på Trinity College i Dublin, og fik sin doktorgrad der i komposition (1953).
Han har skrevet 2 symfoni, orkesterværker, kammermusik, koncerter, operaer, 4 balletter, messer etc.

## Udvalgte værker
- Symfoni nr. 1  "Sinfonia de Profundis" (Dybdens Symfoni) (1969) - for orkester
- Symfoni nr. 2  (1976) - for orkester
- Koncert "Kirkekoncert" (1952) - for klaver og orkester
- "Ligegyldig kærlighed" (1959) - ballet
- "Brylluppet" (1979) - opera